# NGC 5504B
NGC 5504B is een spiraalvormig sterrenstelsel in het sterrenbeeld Ossenhoeder. Het hemelobject werd op 7 juni 1880 ontdekt door de Franse astronoom Édouard Jean-Marie Stephan.

## Synoniemen
- IC 4383
- MCG 3-36-79
- ZWG 103.113
- PGC 50730
- KUG 1409+161A